# میشوود (نیو ارلئان)
میشوود (به انگلیسی: Michoud) یک منطقهٔ مسکونی در ایالات متحده آمریکا است که در نیواورلئان واقع شده‌است. میشوود -۰٫۹۱ متر بالاتر از سطح دریا واقع شده‌است.